# Sebastian Bachmann
Sebastian Bachmann (født 24. november 1986) er en tysk fægter.  
Han repræsenterede Tyskland ved OL 2012 i London, hvor han deltog i fleuret både individuelt og som en del af det tyske hold. I den individuelle konkurrence var Bachmann seedet som nummer seksten, og efter at have vundet over en russisk fægter, mødte han i ottendedelsfinalen den topseedede italiener, Valerio Aspromonte, som han tabte til med 11-15; han var dermed ude af konkurrencen. I holdkonkurrencen, hvor ni hold stillede op, sad tyskerne over i første runde, hvorpå de i kvartfinalen besejrede Rusland. Semifinalen mod Japan blev noget af en gyser, der endte 41-40 til Japan, og Tyskland måtte tage til takke med en kamp om bronze mod USA, der tabte deres semifinale til Italien. Tyskerne vandt bronzekampen klart med 45-27, mens Italien fik guld og Japan sølv. Tysklands hold bestod foruden Bachmann af André Weßels, Peter Joppich og Benjamin Kleibrink.